# Ctenogobiops phaeostictus
Ctenogobiops phaeostictus är en fiskart som beskrevs av Randall, Shao och Chen 2007. Ctenogobiops phaeostictus ingår i släktet Ctenogobiops och familjen smörbultsfiskar. Inga underarter finns listade i Catalogue of Life.